# 四方田草炎
四方田 草炎（よもだ そうえん、1902年 - 1981年）は、埼玉県児玉郡北泉村四方田（現本庄市北堀）出身の昭和期の画家。本名青次郎。北泉村の旧家・四方田家の次男として生まれ、生前は著名とはなれなかったが、死後、「孤高の素描画家」としてスポットを浴びる。浦和画家の一人。

## 略歴
高等小学校卒業後に上京し、神田の書店に勤める。そのかたわら川端画学校に学び、日本画家を志す。この時期、川端龍子を師と仰いだ。また、浦和市の別所沼畔に居住し須田剋太ら浦和画家と交流した。
1928年（昭和3年）に至り、龍子主宰の画塾・御形塾に進む。青次郎の雅号は、1930年（昭和5年）に第二回青龍展に龍子が出品した作品名『草炎』から与えられた。そのため、若かりし青次郎にとっては愛しい号となった。そして1931年（昭和6年）になり、第三回青龍展に出品した『花紅白』で初入選。以降、春と秋の青龍展で計7回の入選を果たし、青龍社社子に推されるまでになり、新進の日本画家として期待されるも、1938年（昭和13年）になり、青龍社を退社。何が原因であったかは知られていないが、以後、草炎は孤高の道へと入る。戦後間もなく、群馬県霧積山中にこもる。標高1100mもの山中に寝泊まりしたこの時期に、野生の猿の素描に明け暮れた。草炎の孤高の素描画のスタイルは、この時に確立された。その後、下山し、1952年（昭和27年）には岩崎巴人らと共に日本画・洋画のグループ莚上会を、1963年（昭和38年）には村田泥牛らと結成した石上グループなどのグループ展、そして個展を中心に作品を発表。昭和30年頃から作陶にも力を注ぐようになるが、青龍社時代ほど脚光を浴びることはなく、1971年（昭和46年）に作陶中、脳溢血で倒れ、闘病生活の果て、79歳で病没した。この闘病生活10年の間、草炎は、「私は一生パン画（売り絵）は書かない」、「有名になると（絵が）駄目になる」と言い続け、反骨精神と共に無名のまま逝ったのである。
草炎の没後から5年目にして、「四方田草炎全貌展」が東京六本木のストライプハウス美術館で開かれ、これをきっかけとして、新たに脚光を浴びることとなる。各地で展覧会も開かれ、ここに四方田草炎は本庄を代表する画家として認知されるに至った。

## 画風と評価
草炎が描いた素描は1万点を超え、画面に強く引かれた線、同じ所を何度も何度もなぞって描かれた部分は異常に黒光りし、そこには対象の本質に迫ろうとする画家の全身全霊を傾けた、真摯で一途な執念ともみえるものがあるとされる。これは山中生活から研かれたものであった。
草炎の素描を観た近代日本画の中心人物である横山大観は、「君は一体どうしてこれが描けたのか、まさしく神の手だ」と驚嘆の声をもらした。

## その他
- 青龍社退社後から戦後に至るまでの草炎の作品は、大半が現存しない。これは戦時中に焼失などして散在してしまったためである。このことは、後々まで草炎の痛手となり、失意となった。この中には、青龍社時代からの思い出深い作品が全て含まれていたためである。
- 生前、草炎は、「画家は本画を見せればいい」とことごとく言っていた（これは皮肉とも受け止められている）。
- NHKの『日曜美術館』において、「孤高のデッサン」と題された特集で紹介され、大きな反響を呼んだ。